# Пекини
Пекини (алб. Peqin, Peqini) — город в центре Албании в области Эльбасан. Население 7 242 (2006).

## История
Поселение основано как иллирийская крепость, первоначально известная под названием Клавдиана. В источниках 1430-х годов город назывался Бикленет.
В 1939 году в городе был создан лагерь, в котором содержались участники восстаний против итальянской оккупации.